# Lagarosoma dissitum
Lagarosoma dissitum är en stekelart som beskrevs av Gupta 1984. Lagarosoma dissitum ingår i släktet Lagarosoma och familjen brokparasitsteklar. Inga underarter finns listade i Catalogue of Life.